# Stade olympique de Mersin
 (avril 2025).
Le Stade de Mersin est un stade de football et d'athlétisme inauguré à Mersin en Turquie au printemps 2013.
Il hébergea les Jeux méditerranéens de 2013 notamment, dont les cérémonies d'ouverture et de clôture. Il dispose de 25 534 places assises.
C'est également le domicile du Mersin İdman Yurdu depuis 2014, en remplacement de l'ancien Tevfik Sırrı Gür Stadyumu.

## Galerie

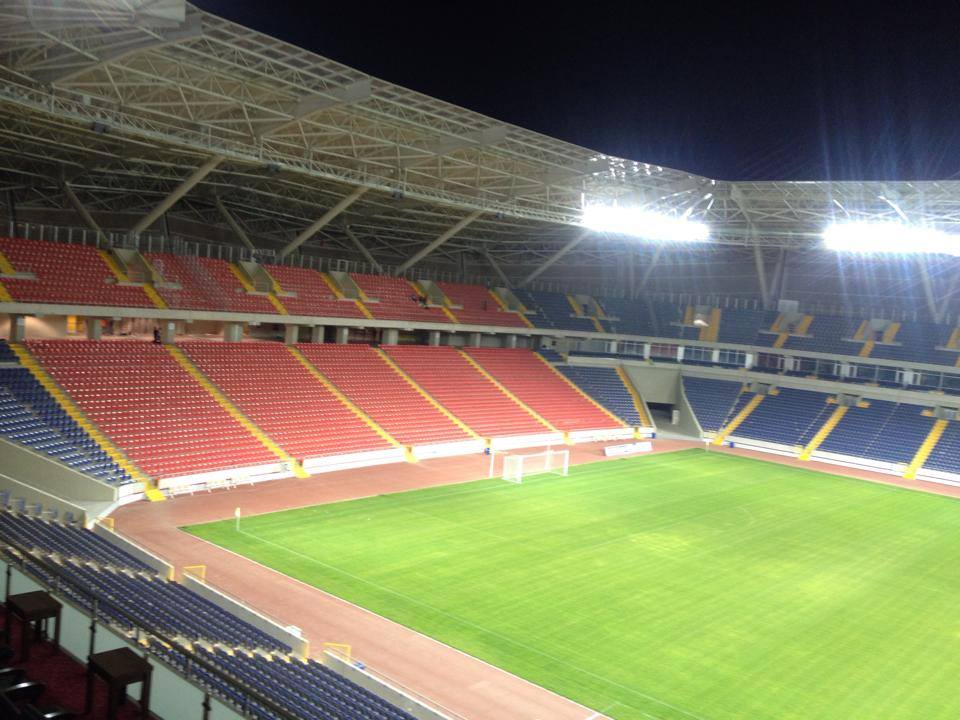

## Événements
- Jeux méditerranéens de 2013